# Kulturminnesvård
Kulturminnesvård är en äldre term för det som sedan 1980-talet vanligen kallas kulturmiljövård. Det är en, vanligen offentlig, verksamhet avsedd att skydda, vårda och informera om vårt fysiska kulturarv. 
Att termen kulturminnesvård ibland ännu används hänger troligen i hög grad samman att en av de lagar som styr verksamheten heter "kulturminneslagen" (egentligen Lag 1988:950 om kulturminnen m.m.)

## Tidskriften Kulturminnesvård
Kulturminnesvård är även namnet på en tidskrift som gavs ut av Riksantikvarieämbetet 1976-1988. Den fortsatte sedan åren 1989-2004 under titeln Kulturmiljövård.  